# لیگ قهرمانان اروپا ۱۴–۲۰۱۳
لیگ قهرمانان اروپا ۱۴–۲۰۱۳ پنجاه و نهمین دوره از مسابقات فوتبال باشگاه‌های برتر اروپا و بیست و دومین دوره لیگ قهرمانان اروپا بود.
بایرن‌ مونیخ مدافع عنوان قهرمانی بود که در مرحله نیمه‌نهایی توسط رئال مادرید با ۵ گل حذف شد و از رسیدن به فینال مسابقات جا ماند .
دیدار نهایی در تاریخ ۴ مه ۲۰۱۴ در ورزشگاه استادیو دا لوز لیسبون میان دو تیم اسپانیایی و دو رقیب دیرینه رئال مادرید و اتلتیکو مادرید برگزار شد. که در این بازی رئال مادرید موفق شد در وقت اضافه ۴–۱ اتلتیکو مادرید را شکست دهد و برای دهمین بار قهرمان اروپا شود. کریستیانو رونالدو بازیکن پرتغالی رئال مادرید با ۱۷ گل زده آقای گل شد.

## رتبه بندی کشورها
۷۶ تیم در فصل ۱۴–۲۰۱۳ از ۵۲ لیگ اروپایی وارد این دوره از مسابقه‌ها شدند که براساس امتیازها و عملکردشان در رقابتهای اروپایی از فصل ۰۷–۲۰۰۶ تا ۱۱–۲۰۱۰ رتبه بندی شدند و سهمیه گرفتند.
| رتبه | فدراسیون | امتیاز | تیم‌ها |
| ---- | -------- | ------ | ----- |
| ۱    | انگلستان | ۸۵٫۷۸۵ | ۴     |
| ۲    | اسپانیا  | ۸۲٫۳۲۹ | ۴     |
| ۳    | آلمان    | ۶۹٫۴۳۶ | ۴     |
| ۴    | ایتالیا  | ۶۰٫۵۵۲ | ۳     |
| ۵    | فرانسه   | ۵۳٫۶۷۸ | ۳     |
| ۶    | پرتغال   | ۵۱٫۵۹۶ | ۳     |
| ۷    | روسیه    | ۴۴٫۷۰۷ | ۲     |
| ۸    | اوکراین  | ۴۳٫۸۸۳ | ۲     |
| ۹    | هلند     | ۴۰٫۱۲۹ | ۲     |
| ۱۰   | ترکیه    | ۳۵٫۰۵۰ | ۲     |
| ۱۱   | یونان    | ۳۴٫۱۶۶ | ۲     |
| ۱۲   | دانمارک  | ۳۰٫۵۵۰ | ۲     |
| ۱۳   | بلژیک    | ۲۷٫۰۰۰ | ۲     |
| ۱۴   | رومانی   | ۲۵٫۸۲۴ | ۲     |
| ۱۵   | اسکاتلند | ۲۵٫۱۴۱ | ۲     |
| ۱۶   | سوئیس    | ۲۴٫۹۰۰ | ۱     |
| ۱۷   | اسرائیل  | ۲۲٫۰۰۰ | ۱     |
| ۱۸   | چک       | ۲۰٫۸۵۰ | ۱     |

| رتبه | فدراسیون        | امتیاز | تیم‌ها |
| ---- | --------------- | ------ | ----- |
| ۱۹   | اتریش           | ۲۰٫۷۰۰ | ۱     |
| ۲۰   | قبرس            | ۱۸٫۱۲۴ | ۱     |
| ۲۱   | بلغارستان       | ۱۷٫۸۷۵ | ۱     |
| ۲۲   | کرواسی          | ۱۶٫۱۲۴ | ۱     |
| ۲۳   | بلاروس          | ۱۶٫۰۸۳ | ۱     |
| ۲۴   | لهستان          | ۱۵٫۹۱۶ | ۱     |
| ۲۵   | اسلواکی         | ۱۴٫۴۹۹ | ۱     |
| ۲۶   | نروژ            | ۱۴٫۳۷۵ | ۱     |
| ۲۷   | صربستان         | ۱۴٫۲۵۰ | ۱     |
| ۲۸   | سوئد            | ۱۴٫۱۲۵ | ۱     |
| ۲۹   | بوسنی و هرزگوین | ۹٫۱۲۴  | ۱     |
| ۳۰   | فنلاند          | ۸٫۹۶۶  | ۱     |
| ۳۱   | ایرلند          | ۸٫۷۰۸  | ۱     |
| ۳۲   | مجارستان        | ۸٫۵۰۰  | ۱     |
| ۳۳   | مولداوی         | ۷٫۷۴۹  | ۱     |
| ۳۴   | لیتوانی         | ۷٫۷۰۸  | ۱     |
| ۳۵   | لتونی           | ۷٫۴۱۵  | ۱     |
| ۳۶   | گرجستان         | ۶٫۹۵۷  | ۱     |

| رتبه | فدراسیون     | امتیاز | تیم‌ها |
| ---- | ------------ | ------ | ----- |
| ۳۷   | آذربایجان    | ۵٫۷۴۸  | ۱     |
| ۳۸   | اسلوونی      | ۵٫۴۹۸  | ۱     |
| ۳۹   | مقدونیه      | ۵٫۴۱۵  | ۱     |
| ۴۰   | ایسلند       | ۵٫۳۳۲  | ۱     |
| ۴۱   | قزاقستان     | ۴٫۳۷۴  | ۱     |
| ۴۲   | لیختن اشتاین | ۴٫۴۹۹  | ۰     |
| ۴۳   | مونته‌نگرو    | ۳٫۸۷۵  | ۱     |
| ۴۴   | آلبانی       | ۳٫۸۷۴  | ۱     |
| ۴۵   | استونی       | ۳٫۷۹۱  | ۱     |
| ۴۶   | ولز          | ۲٫۷۹۰  | ۱     |
| ۴۷   | ارمنستان     | ۲٫۵۸۳  | ۱     |
| ۴۸   | مالت         | ۲٫۴۱۶  | ۱     |
| ۴۹   | ایرلند شمالی | ۲٫۲۴۹  | ۱     |
| ۵۰   | جزایر فارو   | ۱٫۴۱۶  | ۱     |
| ۵۱   | لوکزامبورگ   | ۱٫۳۷۴  | ۱     |
| ۵۲   | آندورا       | ۱٫۰۰۰  | ۱     |
| ۵۳   | سن مارینو    | ۰٫۹۱۶  | ۱     |

### یک‌هشتم نهایی
| تیم ۱           | نتیجه نهایی | تیم ۲           | بازی رفت | بازی برگشت |
| --------------- | ----------- | --------------- | -------- | ---------- |
| منچستر سیتی     | ۴-۱         | بارسلونا        | ۲-۰      | ۲-۱        |
| المپیاکوس       | ۳-۲         | منچستر یونایتد  | ۰-۲      | ۳-۰        |
| میلان           | ۵-۱         | اتلتیکو مادرید  | ۱-۰      | ۴-۱        |
| بایرلورکوزن     | ۶-۱         | پاری‌سن‌ژرمن      | ۴-۰      | ۲-۱        |
| گالاتاسرای      | ۳-۱         | چلسی            | ۱-۱      | ۲-۰        |
| شالکه           | ۹-۲         | رئال مادرید     | ۶-۱      | ۳-۱        |
| زنیت سن‌پترزبورگ | ۵-۴         | بروسیا دورتموند | ۴-۲      | ۱-۲        |
| آرسنال          | ۳-۱         | بایرن‌مونیخ      | ۲-۰      | ۱-۱        |

### یک‌چهارم نهایی
| تیم ۱          | نتیجه نهایی | تیم ۲           | بازی رفت | بازی برگشت |
| -------------- | ----------- | --------------- | -------- | ---------- |
| بارسلونا       | ۱–۲         | اتلتیکو مادرید  | ۱-۱      | ۱-۰        |
| رئال مادرید    | ۳–۲         | بروسیا دورتموند | ۰-۳      | ۲-۰        |
| پاری‌سن‌ژرمن     | ۳-۳*        | چلسی            | ۱-۳      | ۲-۰        |
| منچستر یونایتد | ۲–۴         | بایرن‌مونیخ      | ۱-۱      | ۳-۱        |

(*) چلسی انگلیس به دلیل گل زده بیشتر در خانه پاری‌سن‌ژرمن فرانسه به مرحله بعد صعود کرد.

### نیمه نهایی
| تیم ۱          | نتیجه نهایی | تیم ۲      | بازی رفت | بازی برگشت |
| -------------- | ----------- | ---------- | -------- | ---------- |
| رئال مادرید    | ۰-۵         | بایرن‌مونیخ | ۰-۱      | ۰-۴        |
| اتلتیکو مادرید | ۱-۳         | چلسی       | ۰-۰      | ۱-۳        |

### فینال
| رئال مادرید                                                  | ۱-۴ | اتلتیکو مادرید |
| ------------------------------------------------------------ | --- | -------------- |
| راموس ۹۰+۳' · بیل ۱۱۰' · مارسلو ۱۱۸' · رونالدو ۱۲۰' (پنالتی) |     | خووان‌فران ۳۶'  |

### برترین گلزنان
| رتبه | بازیکن             | تیم             | تعداد گل | دقایق حضور در زمین |
| ---- | ------------------ | --------------- | -------- | ------------------ |
| ۱    | کریستیانو رونالدو  | رئال مادرید     | ۱۷       | ۹۹۳'               |
| ۲    | زلاتان ابراهیموویچ | پاری سن ژرمن    | ۱۰       | ۶۷۰'               |
| ۳    | دیگو کاستا         | اتلتیکو مادرید  | ۸        | ۵۸۰'               |
| ۳    | لیونل مسی          | بارسلونا        | ۸        | ۶۳۰'               |
| ۵    | سرخیو آگوئرو       | منچستر سیتی     | ۶        | ۴۲۹'               |
| ۵    | روبرت لواندوفسکی   | بروسیا دورتموند | ۶        | ۸۰۹'               |
| ۵    | گرت بیل            | رئال مادرید     | ۶        | ۸۷۳'               |
| ۸    | آلوارو نگردو       | منچستر سیتی     | ۵        | ۳۲۶'               |
| ۸    | آرتورو ویدال       | یوونتوس         | ۵        | ۵۳۳'               |
| ۸    | توماس مولر         | بایرن مونیخ     | ۵        | ۷۰۸'               |
| ۸    | مارکو رویس         | بروسیا دورتموند | ۵        | ۷۶۹'               |
| ۸    | کریم بنزما         | رئال مادرید     | ۵        | ۹۱۳'               |

## قهرمان
| قهرمان لیگ قهرمانان اروپا ١۴-٢٠١٣ |
| --------------------------------- |
| رئال مادرید                       |
| دهمین قهرمانی                     |